# Zozoros adamsoniae
Zozoros adamsoniae är en stekelart som först beskrevs av Jean Risbec 1951.  Zozoros adamsoniae ingår i släktet Zozoros och familjen sköldlussteklar. Inga underarter finns listade i Catalogue of Life.